# Solea capensis
Solea capensis är en fiskart som beskrevs av John Dow Fisher Gilchrist 1902. Solea capensis ingår i släktet Solea och familjen tungefiskar. Inga underarter finns listade i Catalogue of Life.